# Xanthophytum involucratum
Xanthophytum involucratum är en måreväxtart som beskrevs av Elmer Drew Merrill. Xanthophytum involucratum ingår i släktet Xanthophytum och familjen måreväxter. Inga underarter finns listade i Catalogue of Life.